# Apertura (programa de televisão)
Apertura foi um programa humorístico brasileiro lançado pela TV Tupi entre 1979 e cancelado pouco antes da falência da emissora, em 1980. O título satirizava o programa Abertura, da mesma emissora. Em 1981 a TVS (atual SBT) remontou o programa com o título Reapertura, mantendo o formato original e a maior parte do elenco.